# José Sabino Navarro
José Sabino «el Negro» Navarro (Corrientes; 11 de diciembre de 1942 - Córdoba; 1971), fue un guerrillero y dirigente sindical peronista y uno de los fundadores de la organización paramilitar Montoneros.

## Infancia y adolescencia
Adquirió desde pequeño las ideas peronistas de su padre, quien lo llevaba a escuchar los discursos públicos del general Juan Domingo Perón. Además, su férrea posición ideológica fue reforzada cuando por una gestión directa de Evita su madre fuera trasladada a Buenos Aires para que le realizaran una operación que salvó su vida en la fundación Evita. Cuando tenía 12 años, la familia se trasladó definitivamente a Buenos Aires, y a los 15 años acompañó a su padre hasta los basurales de los fusilamientos de José León Suárez, apenas se enteraron de la masacre, para buscar algún sobreviviente.[cita requerida]
En 1959 conoció a Pina, su mujer y madre de sus hijos, durante una toma en la Algodonera Textil Argentina,  donde tuvo su primera militancia política efectiva. 
Entre 1962 y 1963 hizo la conscripción y recibió su primera instrucción militar.

## Militancia sindical
Al finalizar la conscripción Sabino pasó a trabajar en la empresa metalúrgica Deutz Cantábrica, y se incorporó a SMATA, llegando a ser delegado, ganando prestigio entre sus compañeros por sus luchas sindicales, y debido también a una feroz paliza que le propinó al ya fallecido José Rodríguez, entonces Secretario General del sindicato, luego de la "entrega" de una huelga. Despedido en 1967, logra mediante un juicio ser reincorporado al empleo. 
Ahí empieza a distanciarse del sindicato y comienza a surgir la idea de acompañar la lucha político sindical con el desarrollo de acciones armadas.

## Lucha armada
Era un fervoroso militante en la Juventud Obrera Católica. Ahí conoce a Juan García Elorrio, director de la revista Cristianismo y Revolución, y comienza a participar en actividades en ese ámbito y a convencerse de la lucha armada como medio para tomar el poder. En agosto de 1968, ya con un gobierno dictatorial desde junio de 1966, Sabino participó del primer congreso del peronismo revolucionario y, en enero de 1969, concurrió al plenario peronista en Pajas Blancas, Córdoba.
Para entonces, ya no le quedaban dudas acerca de la necesidad de complementar la lucha político sindical con la lucha armada.
Dos meses más tarde se produjo una de las últimas apariciones públicas de Sabino, cuando fue invitado por los trabajadores de la empresa Renault para intervenir en un conflicto gremial. A principios de 1969, comenzó a participar en los primeros operativos armados. Con armas en mal estado y sin municiones, encararon los primeros operativos para autoabastecer el grupo.

## Integración a Montoneros
Tras el asesinato de Aramburu, en mayo de 1970, el grupo de Sabino Navarro comenzó a relacionarse con el grupo Montoneros. A mediados de 1970, José Sabino Navarro pasó a ser al poco tiempo  el número dos en la conducción. El tercer era Mario Eduardo Firmenich. En septiembre, la organización incipiente tiene un enfrentamiento con la policía en William Morris, provincia de Buenos Aires en el que murieron Fernando Abal Medina y Gustavo Ramus, dirigentes de la organización, y Navarro, que logró escapar, asumió la jefatura de la organización.
Fue buscado intensamente por las fuerzas represivas del gobierno de facto de Levingston y a fines de junio de 1971 mató a dos policías cuando tuvo un encuentro casual en Villa Ballester con una patrulla mientras se encontraba en una cita amorosa. Navarro fue sancionado[cita requerida] y se lo trasladó a Córdoba quedando a cargo de la regional y su reestructuración, tras su debilitamiento después de la Toma de La Calera.

## Muerte
El 21 de julio de 1971 viajó a Río Cuarto y junto a «El santafecino» Jorge Cotone, estudiante en esa ciudad va a realizar una operación de apoyo al conflicto de trabajadores de Fiat. Con otros compañeros toman un garaje y sustraen 2 vehículos para llevarlos a la ciudad de Córdoba pero la policía fue alertada y montó operativos de control en toda la ruta que va de Río Cuarto a Córdoba. A los 40 o 50 km, comienzan los enfrentamientos, deben abandonar uno de los vehículos, y en un enfrentamiento  en Berrotarán, murió el «Negro» Juan Antonio Díaz, quien también había participado en la toma de La Calera. El grupo se internó a pie en el monte, que es bastante ralo y ofrece poca protección en tanto Cecilio Salguero, otro de los militantes, se quedó cuidando la retaguardia, para que los demás pudieran huir y fue detenido al día siguiente.
Sabino y Jorge Cottone siguen su huida y van obteniendo provisiones en las pocas casas que encuentran en tanto eran buscados con helicópteros y por la infantería. Se movían de noche y en cada intento de salir a la ruta se vieron obligados a combatir y a volver al monte. Una noche encontraron el camino que buscaban, que conducía al dique Los Molinos, robaron un automóvil Citroën, pero son perseguidos y Navarro fue herido en un hombro. Para avanzar sustrajeron un colectivo mientras continuaban la persecución y el tiroteo. Sin embargo, chocaron y debieron volver al monte.
Cottone contó tiempo después que luego de más de una semana de combates y persecución, cuando estaban casi sin munición, Navarro que había perdido bastante sangre, le ordenó que lo dejara siga e intente salvarse, porque no quería "caer" vivo, y cuando siguiendo la orden estaba a unos 200 metros escuchó un disparo. La policía lo busca durante semanas, hasta que lo encuentra muerto en una cueva, escondido entre las piedras, con su revólver 38 todavía en su mano derecha. Para confirmar su identificación le cortaron las manos y enterraron su cuerpo en un cementerio debajo de otra sepultura.
Recién en 1974, ya con gobierno constitucional, Oscar Bidegain y Ricardo Obregón Cano, entonces gobernadores de las provincias de Buenos Aires y Córdoba respectivamente, consiguieron la información del lugar en el que se encontraban los restos de Sabino Navarro. Fue la hermana del Negro Sabino (Lucy) quien por casualidad, se enteró por un militante montonero quien, cuando Lucy ingresó en la carnicería que tenían con su marido en la calle Italia en J. L. Suárez, no logró ocultar a tiempo un ejemplar del periódico El Descamisado, en el cual había una gran foto de Sabino y un artículo sobre su muerte y el lugar probable de su entierro en un cementerio de Córdoba, debajo de un ataúd que los militares habían ocultado, para evitar que la familia lo recuperara y también porque temían que fuera convertido en mártir de la guerrilla (Lucy desconocía que el hijo del socio de la verdulería y carnicería era montonero).[cita requerida] De allí en más, se hicieron las diligencias correspondientes para informar a Bidegain y Obregón Cano. Arnaldo Lizaso, también un histórico dirigente peronista, colaboró con el traslado del cuerpo hasta el cementerio de Olivos, en donde se produjo un tiroteo entre los participantes del cortejo y miembros de organizaciones sindicales.